# Mattia Furlani
Mattia Furlani (Marino, 7 de febrero de 2005) es un deportista italiano que compite en atletismo,  especialista en la prueba de salto de longitud.
Participó en los Juegos Olímpicos de París 2024, obteniendo una medalla de bronce en la prueba de salto de longitud. En los Juegos Europeos de Cracovia 2023 consiguió una medalla de plata en el salto de longitud.
Ganó dos medallas en el Campeonato Mundial de Atletismo en Pista Cubierta, en los años 2024 y 2025, una medalla de plata en el Campeonato Europeo de Atletismo de 2024 y una medalla de plata en el Campeonato Europeo de Atletismo en Pista Cubierta de 2025.
Es hijo de padre italiano y madre senegalesa.

## Palmarés internacional
| Juegos Olímpicos                     | Juegos Olímpicos         | Juegos Olímpicos  | Juegos Olímpicos  |
| Año                                  | Lugar                    | Medalla           | Prueba            |
| ------------------------------------ | ------------------------ | ----------------- | ----------------- |
| 2024                                 | París (Francia)          | Medalla de bronce | Salto de longitud |
| Campeonato Mundial en Pista Cubierta |                          |                   |                   |
| Año                                  | Lugar                    | Medalla           | Prueba            |
| 2024                                 | Glasgow (Reino Unido)    | Medalla de plata  | Salto de longitud |
| 2025                                 | Nankín (China)           | Medalla de oro    | Salto de longitud |
| Juegos Europeos                      |                          |                   |                   |
| Año                                  | Lugar                    | Medalla           | Prueba            |
| 2023                                 | Chorzów (Polonia)        | Medalla de plata  | Salto de longitud |
| Campeonato Europeo                   |                          |                   |                   |
| Año                                  | Lugar                    | Medalla           | Prueba            |
| 2024                                 | Roma (Italia)            | Medalla de plata  | Salto de longitud |
| Campeonato Europeo en Pista Cubierta |                          |                   |                   |
| Año                                  | Lugar                    | Medalla           | Prueba            |
| 2025                                 | Apeldoorn (Países Bajos) | Medalla de plata  | Salto de longitud |